# 府中大橋
府中大橋（ふちゅうおおはし）は、福井県越前市の日野川に架かる、福井県道212号寺武生線上にある橋。

## 概要
越前市東部の戸谷町から国道8号を経て福井県道28号福井朝日武生線（旧国道8号）を結ぶ都市計画道路戸谷片屋線の橋梁。この都市計画道路は福井県と越前市が分担して事業を進めていたが、この橋梁は県施工区間の一部。2010年（平成22年）3月20日に開通式が行われ、3月21日に供用が開始された。
基礎データ
- 橋長：178.3m
- 幅員：13.0m（4車線）
- 形式：5径間ポストテンション方式PC連結I桁コンポ橋